# 海水学派と淡水学派
海水学派（Saltwater School）と淡水学派（Freshwater School）は、マクロ経済学の学派。
1970年代初頭のアメリカにおいて、マクロ経済学はダイナミック（動的）でなければならず、個人や機関が市場でどのように相互作用し、不確実性の下でどのような意思決定を行うかに基づくべきであるという潮流が、北米の五大湖に近いシカゴ大学、カーネギーメロン大学、コーネル大学、ノースウェスタン大学、ミネソタ大学、ロチェスター大学の各学部を中心に展開されたため淡水学派（Freshwater School/Sweetwater School）と呼ばれた。
一方、既に確立されていたマクロ経済研究の方法論は、主にカリフォルニア大学バークレー校・ロサンゼルス校、ブラウン大学、デューク大学、ハーバード大学、ペンシルバニア大学、プリンストン大学、コロンビア大学、イェール大学などのアメリカの東海岸と西海岸に近い大学の経済学者によって守られていたため、海水学派（Saltwater School）と呼ばれた。

### 海水学派
- 新古典派マクロ経済学
- 経済人
- ルーカス批判
- 効率的市場仮説
- 合理的期待
- リアルビジネスサイクル理論
- リカードの等価定理

### 淡水学派
- 新ケインズ派経済学
- 新古典派総合
- 不完全競争
- 市場の失敗
- 名目硬直性
- 限定合理性
- 流動性の罠

### 全般
- シカゴ学派